# Cotesia
Genre
Cotesia est un genre d'insectes hyménoptères de la famille des Braconidae.
Certaines de ces espèces sont des parasites de papillons ravageurs de culture et sont utilisées en lutte biologique. 

## Liste des espèces
Selon Catalogue of Life (19 octobre 2019) :
- Cotesia abjecta (Marshall, 1885)
- Cotesia acauda (Provancher, 1886)
- Cotesia acronyctae (Riley, 1871)
- Cotesia acuminata (Reinhard, 1880)
- Cotesia acutula (Tobias, 1973)
- Cotesia affinis (Nees, 1834)
- Cotesia agricola (Viereck, 1917)
- Cotesia alaskensis (Ashmead, 1902)
- Cotesia algonquinorum (Viereck, 1917)
- Cotesia alius (Muesebeck, 1958)
- Cotesia alternicolor (You & Zhou, 1988)
- Cotesia alypiae (Muesebeck, 1922)
- Cotesia americana (Lepeletier, 1825)
- Cotesia amesis (Nixon, 1974)
- Cotesia ammalonis (Muesebeck, 1926)
- Cotesia amphipyrae (Watanabe, 1934)
- Cotesia analis (Nees, 1834)
- Cotesia ancilla (Nixon, 1974)
- Cotesia angustibasis (Gahan, 1925)
- Cotesia anisotae (Muesebeck, 1921)
- Cotesia anomidis (Watanabe, 1942)
- Cotesia anthelae (Wilkinson, 1928)
- Cotesia aphae (Watanabe, 1934)
- Cotesia argynnidis (Riley, 1889)
- Cotesia astrarches (Marshall, 1889)
- Cotesia atalantae (Packard, 1881)
- Cotesia aurura (Telenga, 1955)
- Cotesia australiensis (Ashmead, 1900)
- Cotesia autographae (Muesebeck, 1921)
- Cotesia ayerza (Brethes, 1920)
- Cotesia balli Oltra & Michelena, 1989
- Cotesia bataviensis (Rohwer, 1919)
- Cotesia berberis (Nixon, 1974)
- Cotesia bignellii (Marshall, 1885)
- Cotesia bonariensis (Brethes, 1916)
- Cotesia bosei (Bhatnagar, 1948)
- Cotesia brachycera (Thomson, 1895)
- Cotesia brevicornis (Wesmael, 1837)
- Cotesia callimone (Nixon, 1974)
- Cotesia calodetta (Nixon, 1974)
- Cotesia capucinae (Fischer, 1961)
- Cotesia carduicola (Packard, 1881)
- Cotesia cerurae (Muesebeck, 1926)
- Cotesia charadrae (Muesebeck, 1921)
- Cotesia chares (Nixon, 1965)
- Cotesia chiloluteelli (You, Xiong & Wang, 1985)
- Cotesia chiloniponellae (You & Wang, 1990)
- Cotesia chilonis (Munakata, 1912)
- Cotesia chinensis (Wilkinson, 1930)
- Cotesia chrysippi (Viereck, 1911)
- Cotesia cingiliae (Muesebeck, 1931)
- Cotesia cirphicola (Bhatnagar, 1948)
- Cotesia cleora (Nixon, 1974)
- Cotesia clepta (Tobias, 1986)
- Cotesia clisiocampae (Ashmead, 1903)
- Cotesia congestiformis (Viereck, 1923)
- Cotesia congregata (Say, 1836)
- Cotesia corylicola (Tobias, 1986)
- Cotesia crambi (Weed, 1887)
- Cotesia crassifemorata van Achterberg, 2006
- Cotesia cultellata (Tobias, 1966)
- Cotesia cuprea (Lyle, 1925)
- Cotesia cyaniridis (Riley, 1889)
- Cotesia cynthiae (Nixon, 1974)
- Cotesia danaisae (Hedqvist, 1965)
- Cotesia deliadis (Bingham, 1906)
- Cotesia delicata (Howard, 1897)
- Cotesia depressa (Viereck, 1912)
- Cotesia depressithorax (Tobias, 1964)
- Cotesia diacrisiae (Gahan, 1917)
- Cotesia dictyoplocae (Watanabe, 1940)
- Cotesia disparis (Tobias, 1986)
- Cotesia diurnii Rao & Nikam, 1984
- Cotesia diversa (Muesebeck & Walkley, 1951)
- Cotesia electrae (Viereck, 1912)
- Cotesia eliniae Papp, 1989
- Cotesia empretiae (Viereck, 1913)
- Cotesia enypiae (Mason, 1959)
- Cotesia erionotae (Wilkinson, 1928)
- Cotesia errator (Nixon, 1974)
- Cotesia euchaetis (Ashmead, 1898)
- Cotesia eulipis (Nixon, 1974)
- Cotesia euphydryidis (Muesebeck, 1921)
- Cotesia euryale (Nixon, 1974)
- Cotesia evagata (Papp, 1973)
- Cotesia fascifemorata van Achterberg, 2006
- Cotesia ferruginea (Marshall, 1885)
- Cotesia ferventis Kotenko
- Cotesia fiskei (Viereck, 1910)
- Cotesia flagellator (Wilkinson, 1930)
- Cotesia flagitata (Papp, 1971)
- Cotesia flaviconchae (Riley, 1881)
- Cotesia flavicornis (Riley, 1889)
- Cotesia flavipes Cameron, 1891
- Cotesia fluvialis (Balevski, 1980)
- Cotesia gabera Papp, 1990
- Cotesia gades (Nixon, 1974)
- Cotesia gastropachae (Bouche, 1834)
- Cotesia geometricae Austin, 2000
- Cotesia geryonis (Marshall, 1885)
- Cotesia gillettei (Baker, 1895)
- Cotesia glabrata (Telenga, 1955)
- Cotesia glomerata (Linnaeus, 1758)
- Cotesia gonopterygis (Marshall, 1898)
- Cotesia gordii (Muesebeck, 1926)
- Cotesia gregalis Yang & Wei, 2002
- Cotesia griffini (Viereck, 1911)
- Cotesia hadenae (Muesebeck, 1926)
- Cotesia halisidotae (Muesebeck, 1931)
- Cotesia hallii (Packard, 1877)
- Cotesia hanshouensis (You & Xiong, 1983)
- Cotesia harteni Papp, 2003
- Cotesia hemileucae (Riley, 1881)
- Cotesia hesperidivora (Viereck, 1912)
- Cotesia hispanica (Oltra & Falco, 1996)
- Cotesia honora Papp, 1990
- Cotesia hyphantriae (Riley, 1887)
- Cotesia inducta (Papp, 1973)
- Cotesia intermixta (Balevski, 1980)
- Cotesia ishizawai (Watanabe, 1939)
- Cotesia isolde (Nixon, 1974)
- Cotesia jayanagarensis (Bhatnagar, 1948)
- Cotesia jucunda (Marshall, 1885)
- Cotesia judaica (Papp, 1970)
- Cotesia junoniae (Riley, 1889)
- Cotesia kamiyai (Watanabe, 1934)
- Cotesia kariyai (Watanabe, 1937)
- Cotesia kasparyani (Tobias, 1976)
- Cotesia kazak (Telenga, 1949)
- Cotesia koebelei (Riley, 1889)
- Cotesia kraussi (Muesebeck, 1958)
- Cotesia kurdjumovi (Telenga, 1955)
- Cotesia laeviceps (Ashmead, 1890)
- Cotesia langei (Muesebeck, 1938)
- Cotesia limbata (Marshall, 1885)
- Cotesia limenitidis (Riley, 1871)
- Cotesia lineola (Curtis, 1830)
- Cotesia luminata Chen & Song, 2004
- Cotesia lunata (Packard, 1881)
- Cotesia lyciae (Muesebeck, 1926)
- Cotesia lycophron (Nixon, 1974)
- Cotesia lymantriae (Marsh, 1979)
- Cotesia mahoniae (Mason, 1975)
- Cotesia marginiventris (Cresson, 1865)
- Cotesia marquesi (Brethes, 1924)
- Cotesia mayaguezensis (Viereck, 1913)
- Cotesia medicaginis (Muesebeck, 1947)
- Cotesia meghrangini Dawale, Bhosale & Sathe, 1993
- Cotesia melanoscela (Ratzeburg, 1844)
- Cotesia melitaearum (Wilkinson, 1937)
- Cotesia mendicae (Tobias, 1986)
- Cotesia microsoma (Tobias, 1986)
- Cotesia miyoshii (Watanabe, 1932)
- Cotesia murtfeldtae (Ashmead, 1898)
- Cotesia nemoriae (Ashmead, 1898)
- Cotesia neustriae (Tobias, 1986)
- Cotesia nigritibialis (Tobias, 1986)
- Cotesia nikami Kurhade & Nikam, 1998
- Cotesia nitens (Muesebeck, 1921)
- Cotesia noctuidiphaga (Muesebeck, 1926)
- Cotesia nonagriae (Viereck, 1913)
- Cotesia notha (Marshall, 1885)
- Cotesia numen (Nixon, 1974)
- Cotesia obscuricornis (Viereck, 1917)
- Cotesia ocneriae (Ivanov, 1899)
- Cotesia ofella (Nixon, 1974)
- Cotesia ogara Papp, 1990
- Cotesia olenidis (Muesebeck, 1922)
- Cotesia onaspis (Nixon, 1974)
- Cotesia ordinaria (Ratzeburg, 1844)
- Cotesia orestes (Nixon, 1974)
- Cotesia orientalis Chalikwar & Nikam, 1984
- Cotesia ornatricis (Muesebeck, 1958)
- Cotesia orobenae (Forbes, 1883)
- Cotesia paphi (Schrottky, 1902)
- Cotesia pappi Inanc, 2002
- Cotesia parallelis (Ashmead, 1900)
- Cotesia parastichtidis (Muesebeck, 1921)
- Cotesia parijati Sathe, 2003
- Cotesia peltoneni (Papp, 1987)
- Cotesia perspicua (Nees, 1834)
- Cotesia phigaliae (Muesebeck, 1919)
- Cotesia philoeampus (Cameron, 1911)
- Cotesia phlyctaeniae (Muesebeck, 1929)
- Cotesia phobetri (Rohwer, 1915)
- Cotesia pholisorae (Riley, 1889)
- Cotesia picipes (Bouche, 1834)
- Cotesia pieridis (Bouche, 1834)
- Cotesia pilicornis (Thomson, 1895)
- Cotesia pistrinariae (Wilkinson, 1929)
- Cotesia planula Song & Chen, 2004
- Cotesia plathypenae (Muesebeck, 1921)
- Cotesia podunkorum (Viereck, 1912)
- Cotesia praepotens (Haliday, 1834)
- Cotesia prenidis (Muesebeck, 1921)
- Cotesia progahinga (Hedqvist, 1965)
- Cotesia pyralidis (Muesebeck, 1921)
- Cotesia pyraustae (Viereck, 1912)
- Cotesia pyrophilae (Muesebeck, 1926)
- Cotesia radiantis (Wilkinson, 1929)
- Cotesia risilis (Nixon, 1974)
- Cotesia rubecula (Marshall, 1885)
- Cotesia rubripes (Haliday, 1834)
- Cotesia ruficrus (Haliday, 1834)
- Cotesia rufiventris (Bingham, 1906)
- Cotesia rufocoxalis (Riley, 1881)
- Cotesia salebrosa (Marshall, 1885)
- Cotesia saltator (Thunberg, 1822)
- Cotesia saltatoria (Balevski, 1980)
- Cotesia santolinae (Oltra, 1995)
- Cotesia sasakii (Watanabe, 1932)
- Cotesia satunini (Tobias, 1986)
- Cotesia scabriculus (Reinhard, 1880)
- Cotesia schaeferi (Marsh, 1979)
- Cotesia schaffneri (Muesebeck, 1931)
- Cotesia schini (Muesebeck, 1958)
- Cotesia schizurae (Ashmead, 1898)
- Cotesia scitula (Riley, 1881)
- Cotesia sericea (Nees, 1834)
- Cotesia sesamiae (Cameron, 1906)
- Cotesia sessilis (Geoffroy, 1785)
- Cotesia setebis (Nixon, 1974)
- Cotesia shemachaensis (Tobias, 1976)
- Cotesia shrii Sathe, Ingawale & Bhosale, 1994
- Cotesia sibyllarum (Wilkinson, 1936)
- Cotesia simurae (You & Zhou, 1989)
- Cotesia smerinthi (Riley, 1881)
- Cotesia sorghiellae (Muesebeck, 1933)
- Cotesia specularis (Szepligeti, 1896)
- Cotesia spuria (Wesmael, 1837)
- Cotesia subancilla (Balevski, 1980)
- Cotesia subordinaria (Tobias, 1976)
- Cotesia suvernii Sathe, Ingawale & Bhosale, 1994
- Cotesia suzumei (Watanabe, 1932)
- Cotesia taprobanae (Cameron, 1897)
- Cotesia tatehae (Watanabe, 1932)
- Cotesia tegerus (Papp, 1977)
- Cotesia teleae (Muesebeck, 1926)
- Cotesia telengai (Tobias, 1972)
- Cotesia tenebrosa (Wesmael, 1837)
- Cotesia thapinthotha Papp, 1990
- Cotesia theae (Sonan, 1942)
- Cotesia theclae (Riley, 1881)
- Cotesia tibialis (Curtis, 1830)
- Cotesia tmetocerae (Muesebeck, 1921)
- Cotesia unicolor (Curtis, 1835)
- Cotesia urabae Austin & Allen, 1989
- Cotesia vanessae (Reinhard, 1880)
- Cotesia vestalis (Haliday, 1834)
- Cotesia villana (Reinhard, 1880)
- Cotesia viridanae (Tobias, 1986)
- Cotesia xylina (Say, 1836)
- Cotesia yakutatensis (Ashmead, 1902)
- Cotesia zygaenarum (Marshall, 1885)